# Taco al pastor
Taco al pastor (in spaans, Taco van de herder) is een Mexicaans streetfoodgerecht. Het bestaat uit een taco, knapperig geroosterde stukjes varkensvlees en frisse ananas. Het is verwant aan het Libanese gerecht lamsshoarma; ze worden namelijk allebei gegaard aan een gigantische spies, evenals gyros en kebab. Er zijn overigens verschillende vleessoorten waarmee taco al pastor te maken is, zoals kip.

## Geschiedenis
Libanese immigranten brachten de receptuur van lamsshoarma in de jaren 60 mee naar Mexico. De Mexicanen namen het recept grotendeels over, alleen lamsvlees werd vervangen door varkensvlees en pitabroodjes door taco's.